# Suknia ślubna

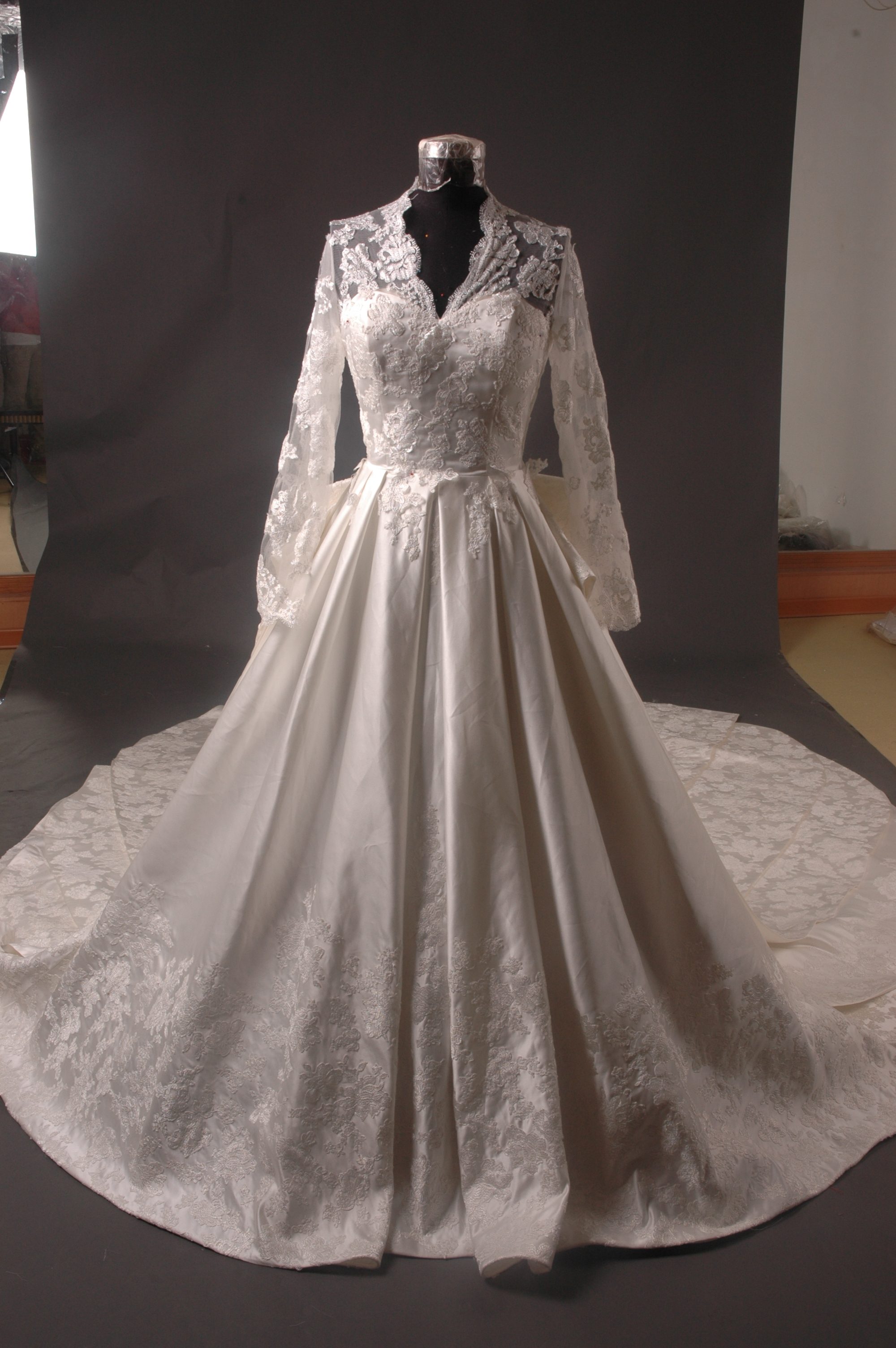
Współczesna suknia ślubna – replika sukni Kate Middleton.

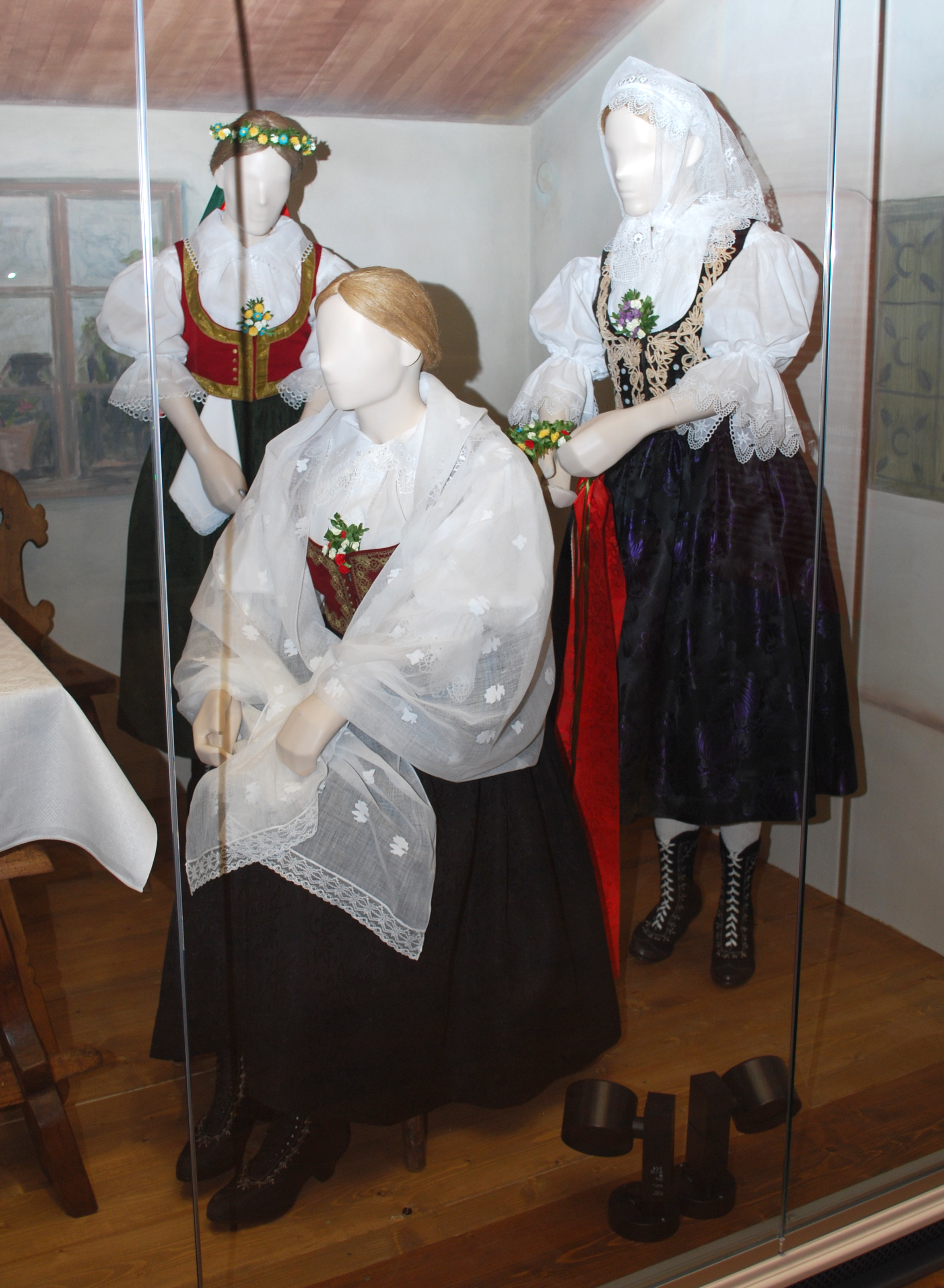
Strój ślubny - Czechy, pocz. XX wieku

Suknia ślubna – ubiór zakładany przez pannę młodą podczas ceremonii ślubnej. Kolor, styl i rola sukni w całej ceremonii zależy od religii i obyczajów kulturowych w jakich zawierany jest ślub.

## Kultura zachodnia

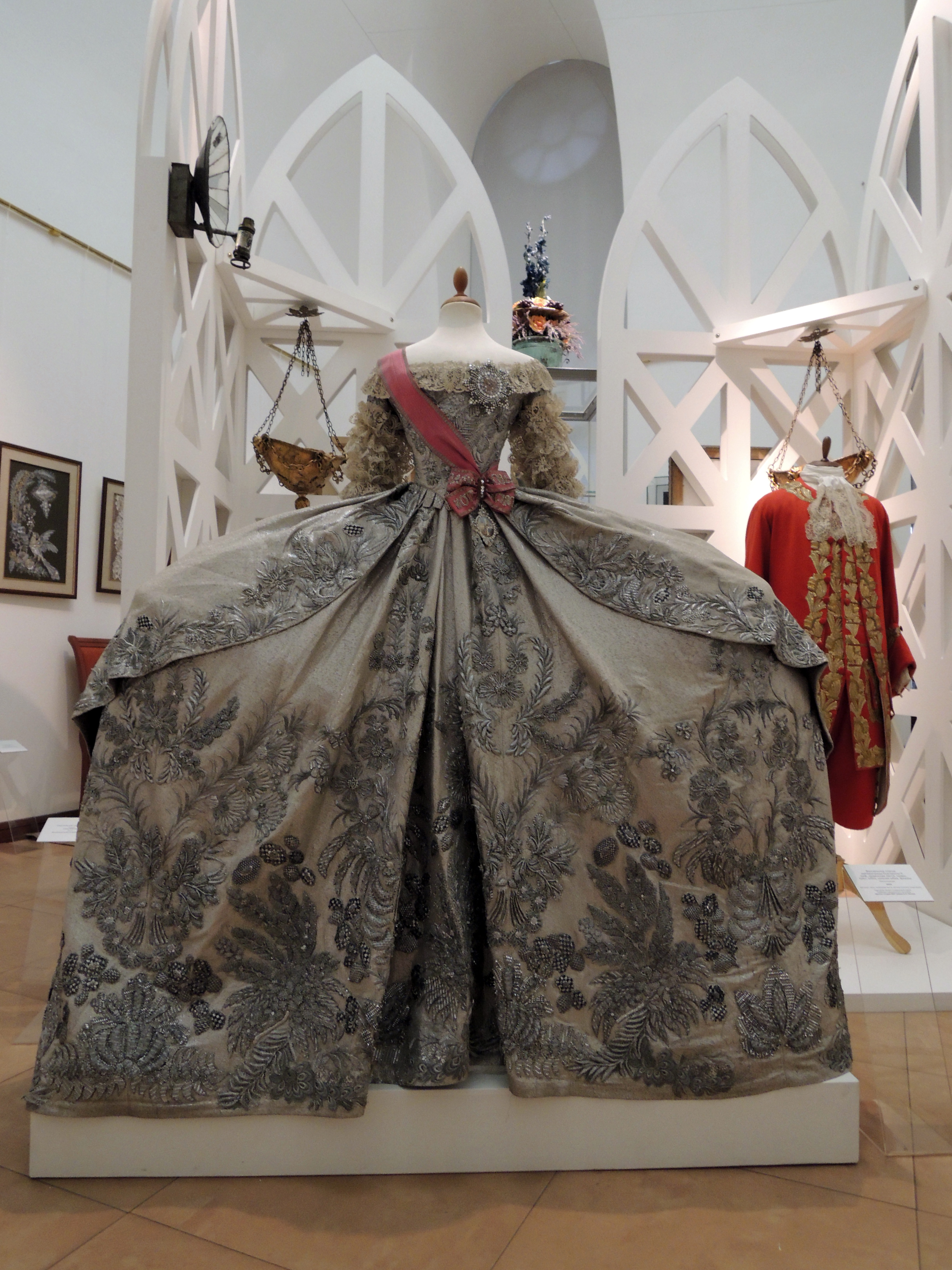
Replika sukni ślubnej Katarzyny Wielkiej.

Już od średniowiecza śluby były więcej niż związkiem dwojga ludzi. Łączyły one dwie rodziny, dwa przedsięwzięcia a nawet dwa kraje. Śluby te były zawierane w celach politycznych i gospodarczych, co powodowało, że panny młode ubierane były w taki sposób, by jak najlepiej reprezentować swoje rodziny podczas ceremonii ślubnej. Suknie w wyższych warstwach społecznych były bogate w kolory i wykonane z drogich tkanin, welwetu, futer czy jedwabiu.
Przez lata suknie ślubne wykonywane były tak, by odzwierciedlały status społeczny panny młodej - modnie, z najlepszych materiałów dostępnych jej i jej rodzinie oraz z użyciem materiału w takiej ilości, by odzwierciedlała zasobność. Najbiedniejsze panny młode nosiły podczas ślubu swoje najlepsze stroje kościelne.

### Biel

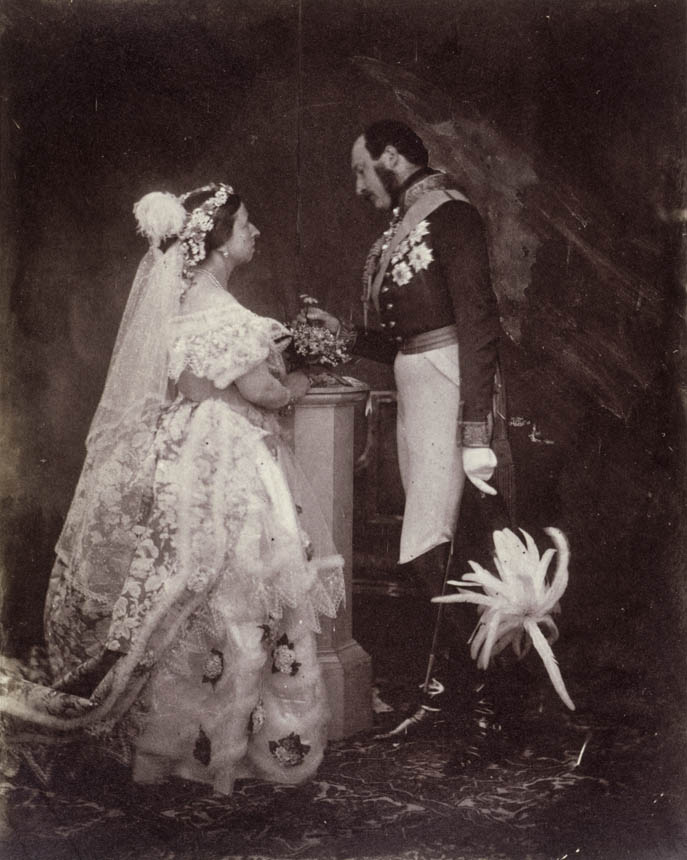
Wiktoria Hanowerska w białej sukni ślubnej

Obecnie tradycyjnym kolorem sukien ślubnych w kulturze zachodniej jest biel oraz warianty koloru kremowego, np. ecru. Jedną z pierwszych kobiet, która użyła białej sukni ślubnej była Maria I Stuart, poślubiająca Franciszka II Walezjusza. Ta zmiana koloru sukni była potraktowana jako zła wróżba, jako że kolor biały był w tamtym okresie oficjalnym francuskim kolorem żałobnym. Biel sukien ślubnych stała się popularna po zawartym w roku 1840 małżeństwie Wiktorii Hanowerskiej z księciem Albertem. Oficjalna fotografia ślubna tej pary została szeroko opublikowana i zainspirowała wiele panien młodych do podobnego wyboru koloru. Przed okresem wiktoriańskim suknie ślubne miały dowolny kolor z wyjątkiem czerni (symbolizującej żałobę) i czerwieni (łączonej z prostytucją). Biały strój stał się z czasem symbolem szczęścia, czystości serca i niewinności dzieciństwa. Z czasem przypisano też bieli symbolizowanie dziewictwa.

## W innych kulturach

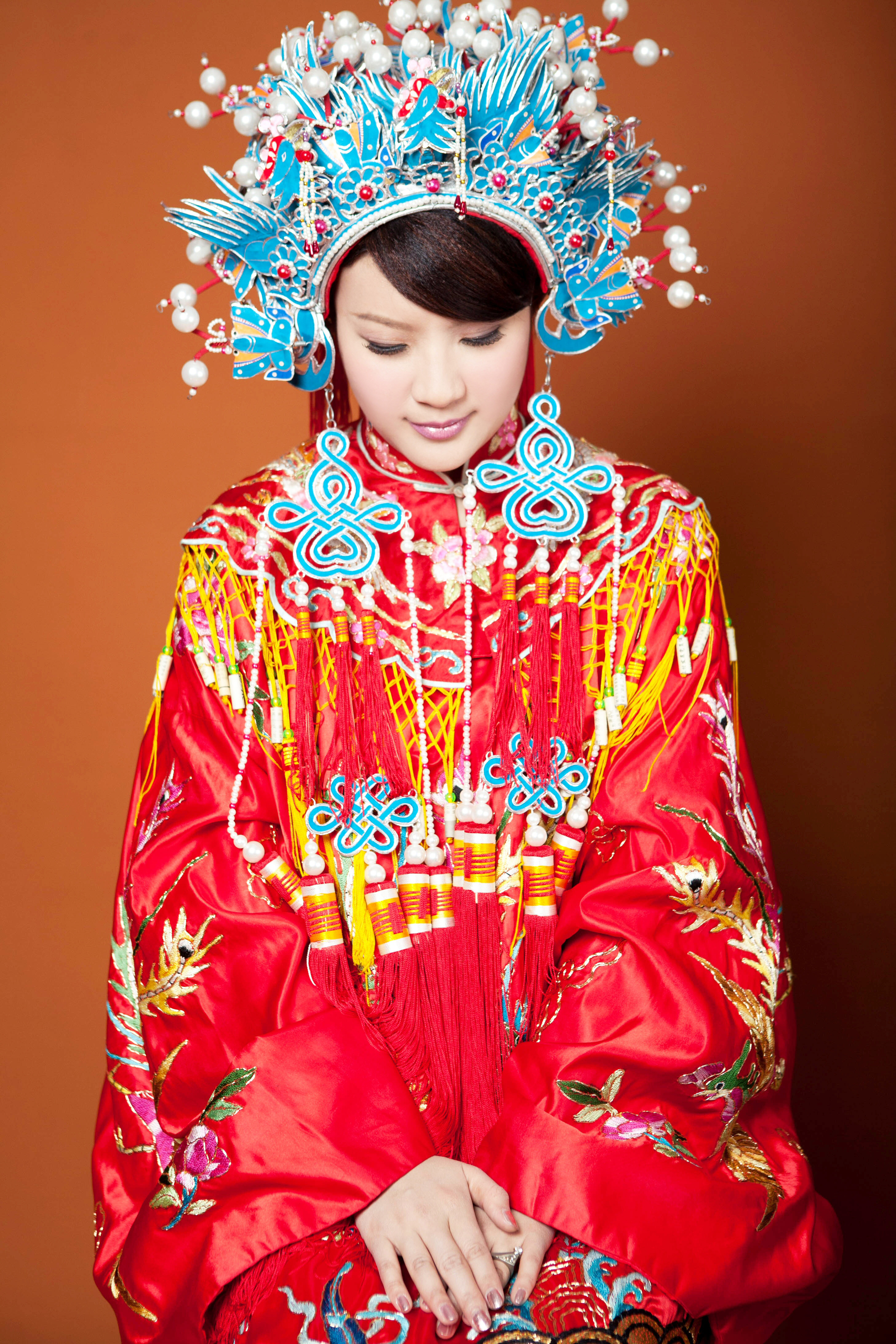
Tradycyjna chińska suknia ślubna

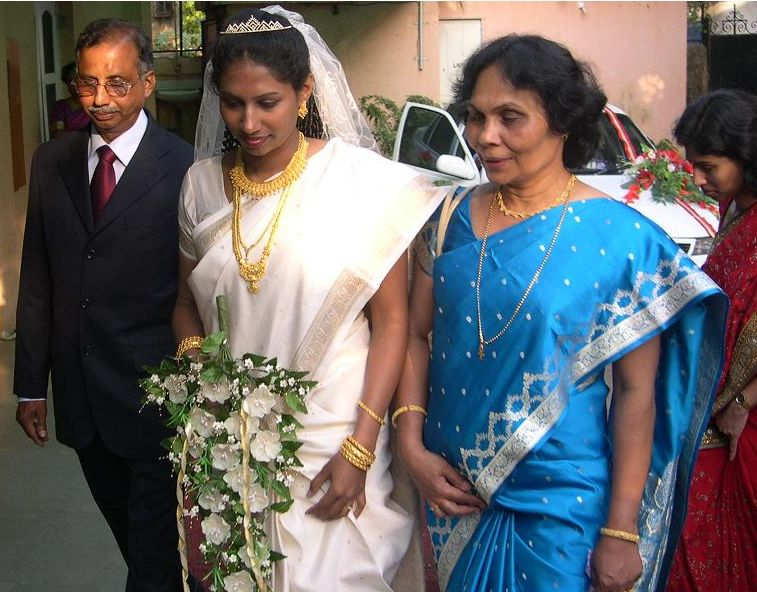
Ślubne sari.

Wiele chińskich sukien ślubnych jest wykonanych w kolorze czerwonym, który według tradycji jest kolorem powodzenia. We współczesnych chińskich ślubach, szczególnie w krajach zachodnich, panny młode zazwyczaj wybierają białe suknie lub w trakcie trwania ceremonii zmieniają strój z białego w czerwony lub złoty.
W północnej części Indii tradycyjnym kolorem sukien ślubnych jest kolor czerwony, symbolizujący pomyślność. Używany jest również symbolizujący płodność kolor zielony. Obecnie wiele kobiet wybiera również inne kolory. W południowej części Indii tradycyjnym strojem weselnym kobiet jest biała lub kremowa sari.